# Alfred Schemmel (Marineoffizier)
Alfred Schemmel (* 28. April 1900; † 31. Dezember 1942) war ein deutscher Kapitän zur See der Kriegsmarine.

## Leben
Alfred Schemmel trat im April 1918 in die Kaiserliche Marine ein und kam bis Kriegsende als Seekadett zur Ausbildung an die Marineschule und auf die Schlesien.
Nach dem Krieg wurde er in die Reichsmarine übernommen und hier am 13. November 1920 Fähnrich zur See. Es folgte seine Beförderungen zum Leutnant zur See am 1. April 1923. Bevor am 7. Dezember 1932 das Torpedoboot Albatros für fast ein Jahr außer Dienst gestellt wurde, war er als Oberleutnant zur See (Beförderung am 1. Juli 1925) ab September 1932 als Nachfolger von Kapitänleutnant Alfred Schulze-Hinrichs Kommandant des Bootes. Es war das Führerboot der 4. Torpedobootshalbflottille und wurde anschließend durch das Schwesterschiff Greif ersetzt. Nach der erneuten Indienststellung war er vom 7. Dezember 1932 bis Februar 1934 Kommandant der Greif und wurde in dieser Position zum Kapitänleutnant befördert. Anschließend war er bis September 1934 Kommandant der Kondor.
Mit der Indienststellung am 2. August 1938 wurde er als Korvettenkapitän Kommandant von Z 16 und wurde später noch Fregattenkapitän. Am 23. und 24. März 1939 war Z16 einer der Zerstörer, die Adolf Hitler an Bord des schweren Kreuzers Deutschland zur Besetzung von Memel eskortierten. Der Zerstörer wurde im April 1940 bei der Operation Weserübung in der Kriegsschiffgruppe 2 unter Kapitän zur See Hellmuth Heye eingesetzt. Eigentlich war Z 16 als Reserveboot vorgesehen, musste dann aber die Hermann Schoemann ersetzen. Der Einsatz von Z 16 verlief problemlos und das Schiff kehrte nach Wilhelmshaven zurück. Von Mitte April 1940 bis Mitte Mai 1940 war er zugleich zu seinem Schiffskommando bis zur Übernahme der Stellung durch Konteradmiral Erich Bey mit der Wahrnehmung der Geschäfte als Führer der Zerstörer beauftragt. Bis Juli 1942 blieb er mit Unterbrechungen Kommandant von Z 16.
Nachdem aber ein Großteil der deutschen Zerstörer bei der Schlacht um Narvik Mitte April 1940 zerstört oder zumindest beschädigt worden war, wurden im Mai 1940 die 5. und 6. Zerstörerflottille aufgestellt, welche die noch einsatzfähigen deutschen Zerstörer aufnahmen. Von Mai 1940 bis August 1940 war Schemmel mit der Wahrnehmung der Geschäfte als Chef der 5. Zerstörerflottille beauftragt. Anschließend übernahm Kapitän zur See Fritz Berger das Kommando, welcher im Juli 1942 die Flottille wieder an Schemmel, nun als Kapitän zur See, übergab. Bis zu seinem Tod blieb Schemmel Chef der 5. Zerstörerflottille.
Ende Dezember 1942 begann das Unternehmen Regenbogen, wobei von der 5. Zerstörerflottille Z 4 und Z 16 eingesetzt wurden. Schemmel schiffte sich auf Z 16 ein, welche für die Geleitsicherung der Admiral Hipper eingeteilt war und dessen Kommandant in Vertretung er war. Während der Schlacht in der Barentssee wurde durch die Z 16 die Sheffield mit der Admiral Hipper verwechselt, sodass Z 16 fälschlicherweise eine Position in der Nähe des britischen Kreuzers einnahm, woraufhin der Zerstörer mit der gesamten Besatzung innerhalb weniger Minuten von der Sheffield versenkt wurde. Schemmel kam beim Untergang ums Leben.